# گمینا چارنوچین (استان اشوی‌داشکسیه)
گمینا چارنوچین (استان اشوی‌داشکسیه) (به لهستانی:  Gmina Czarnocin) یک گمینا در لهستان است که در شهرستان کاژمیژا واقع شده‌است. گمینا چارنوچین ۶۹٫۵۳ کیلومتر مربع مساحت و ۴٬۱۷۶ نفر جمعیت دارد.